# Équipe du Koweït de hockey sur glace
L'équipe du Koweït de hockey sur glace est la sélection nationale du Koweït regroupant les meilleurs joueurs koweïtiens de hockey sur glace. L'équipe est sous la tutelle de la Fédération du Koweït de hockey sur glace et est classée 50e sur 52 équipes au classement IIHF en 2019.

## Historique
En 1985, le Koweït rejoint la Fédération internationale de hockey sur glace, mais, en 1992, il est exclu en raison d’un manque d’activité.
En 1999, le Koweït rejoint de nouveau l’IIHF et joue 3 matchs officiels contre le Japon, la Chine et la Mongolie lors des Jeux asiatiques d'hiver.
En 2007, lors des Jeux asiatiques d’hiver de Changchun en Chine, le Koweït enregistre sa première victoire internationale contre Macao sur le score de 15 à 2. L’année suivante, le Koweït participe à la Coupe arabe de hockey sur glace. Les Faucons finissent second du tournoi en étant battu en finale par les Émirats arabes unis.
En 2010, les joueurs koweïtiens participent pour la première fois au Challenge d'Asie de hockey sur glace et finissent 7e.

## Résultats

### Jeux olympiques
- 1920-2022 - Ne participe pas

### Championnats du monde
- 1920-2017 - Ne participe pas
- 2018 - 4e de Qualification Division III
- 2019 - 5e de Qualification Division III
- 2020 - Annulé en raison du coronavirus
- 2021 - Annulé en raison du coronavirus
- 2022 - 5e de Division IV
- 2023 - 3e de Division IV

### Jeux asiatiques d'hiver
- 1986-1996 - Ne participe pas
- 1999 - 6e place
- 2003 - Ne participe pas
- 2007 - 7e place
- 2011 - 6e de Division I
- 2017 - 6e de Division II

### Challenge d'Asie
- 2008-2009 - Ne participe pas
- 2010 - 7e place
- 2011 - 4e place
- 2012 - 4e place
- 2013 - 4e place
- 2014 - 6e place
- 2015 - 6e place
- 2016 - Ne participe pas
- 2017 - 6e place
- 2018 - 5e place

### Coupe arabe et Championnat du Golfe
- 2008 -
- 2010 -
- 2012 -
- 2016 -

### Bilan des matchs internationaux
| Équipe              | PJ | V  | N | D  | BP  | BC  | +/- |
| ------------------- | -- | -- | - | -- | --- | --- | --- |
| Algérie             | 1  | 1  | 0 | 0  | 8   | 2   | +6  |
| Arabie saoudite     | 1  | 1  | 0 | 0  | 10  | 3   | +7  |
| Bahreïn             | 3  | 3  | 0 | 0  | 46  | 5   | +41 |
| Bosnie-Herzégovine  | 1  | 0  | 0 | 1  | 1   | 8   | -7  |
| Chine               | 2  | 0  | 0 | 2  | 2   | 46  | -44 |
| Émirats arabes unis | 15 | 0  | 0 | 15 | 15  | 65  | -50 |
| Hong Kong           | 2  | 0  | 0 | 2  | 1   | 12  | -11 |
| Inde                | 4  | 4  | 0 | 0  | 70  | 11  | +59 |
| Japon               | 1  | 0  | 0 | 1  | 1   | 44  | -43 |
| Kirghizistan        | 3  | 1  | 0 | 2  | 13  | 23  | -10 |
| Macao               | 5  | 4  | 1 | 0  | 35  | 7   | +28 |
| Malaisie            | 7  | 4  | 0 | 3  | 32  | 29  | +3  |
| Maroc               | 2  | 2  | 0 | 0  | 15  | 3   | +12 |
| Mongolie            | 6  | 0  | 0 | 6  | 10  | 37  | -27 |
| Oman                | 9  | 9  | 0 | 0  | 77  | 8   | +69 |
| Philippines         | 2  | 0  | 0 | 2  | 3   | 21  | -18 |
| Qatar               | 4  | 3  | 0 | 1  | 26  | 16  | +10 |
| Singapour           | 3  | 2  | 0 | 1  | 11  | 8   | +3  |
| Taipei chinois      | 4  | 1  | 0 | 3  | 14  | 52  | -38 |
| Thaïlande           | 8  | 0  | 0 | 8  | 15  | 61  | -46 |
| Turkménistan        | 1  | 0  | 0 | 1  | 2   | 24  | -22 |
| Total               | 84 | 35 | 1 | 48 | 407 | 485 | -78 |